# Celeron
Celeron — бренд низькобюджетних x86-сумісних мікропроцесорів компанії Intel, призначених для побудови дешевих комп'ютерів. Intel спочатку позиціонувала Celeron як процесор нижнього цінового сегменту, з метою розширити свою частку ринку. Однією з причин невисокої ціни є їх низька, по відношенню до старших процесорів, продуктивність.
Перший процесор сімейства Celeron був анонсований 15 квітня 1998 року, працював на частоті 266 МГц і був побудований на основі Pentium II без кешу другого рівня. Пізніше вийшли процесори засновані на Pentium III, Pentium 4 і Pentium M.

## Історія
До випуску Celeron'а Intel активно витіснялася з ринку дешевих бюджетних рішень такими конкурентами, як AMD, з своїм процесором K6, Cyrix зі своїм чипом 6х86 і IDT з своїм процесором Winchip. Ці процесори було призначено для вже застаріваючої платформи Socket 7. Конкурувати з ними міг лише Pentium MMX, призначений для low-end ринку. Але продуктивності Pentium MMX вже починало не вистачати, і Intel вирішує випустити процесор побудований на архітектурі Pentium II і при цьому з ціною привабливої для побудови малобюджетної системи. В результаті Intel вдалося відвоювати велику частку ринку, а конкуренти Cyrix та IDT змушені були піти з ринку. Перший процесор Celeron, як і Pentium II, випускався для Slot 1, але використовував корпус типу SEPP, в якому немає верхньої пластикової кришки.
Щоб уникнути згубної внутрішньої конкуренції, Intel надалі був змушений апаратно розвести свої сімейства процесорів, і штучно обмежувати можливості Celeron (блокуванням половини кешу, обмеженням частоти шини, забороною симетричної багатопроцесорності).

### Covington
Перші процесори сімейства Celeron були випущені на ядрі Covington, що являє собою ядро Deschutes без кешу L2. Відсутність кешу L2 призвело до того, що процесор був помітно менш продуктивним, ніж навіть Pentium MMX, і це при тому, що частота Celeron була більше. У результаті вийшло так, що на зміну старому процесору прийшов процесор з новою архітектурою, але при цьому помітно повільніший. Більшість експертів негативно відгукувалися про новий процесор, йому навіть дали кілька прізвиськ, такі як Slugeron, Celery (селера) або Deceleron. Все це змусило Intel швидко випустити нове ядро — Mendocino. На ядрі  Covington було випущено всього дві моделі з частотами 266 і 300 МГц. Разом з тим, ці процесори стали справжньою знахідкою для оверклокерів, більшість з них розганялися до 400 і 450 МГц і більше. При цьому продуктивність розігнаних процесорів в 3D-іграх була не набагато менше ніж у Pentium II з тією ж частотою, а коштували вони в рази дешевше.

### Mendocino

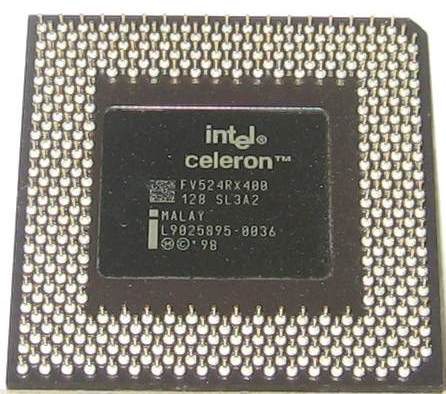
Celeron "Mendocino" (Pentium 2-based) 400 MHz, 128k L2 cache.

Intel знала про погану репутацію перших Celeron і тому не стала повторювати помилки та випустила нове ядро з кешем L2. Ядро Mendocino багато в чому має ту ж архітектуру, що і Katmai, хоча і випущено раніше. Кеш L2 був інтегрований в ядро і, відповідно, розміщувався на одному з ним кристалі, що дозволило працювати кешу L2 на частоті ядра. Тому, хоча частота FSB була навмисно зменшена до 66 МГц, в деяких випадках (переважно в іграх) цей процесор часом випереджав по продуктивності дорожчі процесори, що випускалися Intel, кеш L2 яких працював на половинній частоті ядра. Також ці процесори Celeron з частотами близько 300 МГц були популярні серед оверклокерів, оскільки збільшення частоти FSB до 100 МГц для цих моделей не становило жодних проблем. 
Також, існувала цікава можливість, модифікації процесорів Mendocino для установки в двопроцесорні системи (офіційно Celeron не могли працювати в двопроцесорних конфігураціях).
Щоб відрізнити процесор Celeron 300 МГц на ядрі Mendocino від аналогічної моделі на ядрі Covington було вирішено в кінці назви моделі на ядрі  Mendocino ставити букву «A» — Celeron 300A.
Спочатку процесор випускався для Slot 1. Але з огляду на те, що кеш L2 був інтегрований в ядро , Intel вирішила відмовитися від Slot 1 та використання картриджів та перейшла до нового типу корпусу (PPGA) та новому з'єднувачу (PGA-370, відомому також як Socket 370), що дозволило знизити собівартість процесора та зменшити розміри системи, також процесори в цьому виконанні краще розганялися. Процесори для Slot 1 продовжували випускатися паралельно. Першими для Socket 370 були випущені Celeron 300 і Celeron 333. Останньою моделлю Celeron для Slot 1 був процесор з частотою 433  МГц, проте було випущено безліч адаптерів-перехідників з Socket 370 в Slot 1. Це дозволило встановлювати і швидші моделі (466 МГц і більше) в Slot 1.
Процесор Celeron з ядром Mendocino — перший процесор з інтегрованим на кристал ядра кешем L2. Виробництво таких процесорів спочатку було достатньо важким та дорогим процесом, але, з удосконаленням технологій, стало значно дешевше. Крім того, це дозволило запустити кеш L2 на частоті ядра і значно підвищити продуктивність. Надалі всі процесори, в тому числі і у конкурентів, використовували інтегрований кеш L2.
Mobile Pentium II Celeron
25 січня 1999 року була випущена мобільна версія процесора Celeron на ядрі Mendocino. Від свого настільного побратима це ядро нічим не відрізнялося, крім зменшеної напруги живлення (1,6 В або 1,9 В). Процесор був призначений для установки в недорогі мобільні ПК. Процесори Mobile Pentium II Celeron не підтримують технологію енергозбереження SpeedStep.
Ядро Mendocino вироблялося з використанням 250-нм техпроцесу, через це виробництво процесорів з частотою більше 533 МГц було ускладнено. Intel вирішила перейти на нове ядро  — Coppermine-128.

## Coppermine-128
Процесор відноситься до сімейства Pentium III Celeron. Часто, щоб відрізняти процесори Celeron на ядрі Coppermine-128 від процесорів Celeron на ядрах Covington і Mendocino, перші іменують Celeron II. Ядро Coppermine-128 побудовано на ядрі Coppermine і при цьому, як і раніше, кеш L2 дорівнює 128 Кбайт, що відображено в назві; частота FSB становить 66 МГц. В іншому ядра фактично ідентичні, тільки в Celeron кеш L2 4-канальний і його латентність збільшена до 2. Практично всі випущені тоді процесори, в тому числі і AMD, використовували FSB з частотою 100 і навіть 133 МГц, в результаті Celeron значно відставав по продуктивності від інших процесорів. Коли ж AMD випустила Duron як відповідь Celeron, то FSB 66 МГц призвела до неконкурентоспроможності Celeron. Intel само довго не бажала, щоб Celeron використовував FSB з частотою 100 МГц, позаяк у той час ще продовжували проводитися процесори Pentium III, що використовують FSB 100 МГц, і їх необхідно було реалізовувати. Але, тим не менш, 3 січня 2001 Intel представляє Celeron 800, перший процесор сімейства Celeron, який використовував FSB частотою 100 МГц, однак для частот понад 800 МГц її пропускної здатності знову було недостатньо.
Перші процесори Celeron на ядрі Coppermine-128 (степінг cA2 і cB0, частоти 533-600 МГц) працювали при напрузі живлення ядра 1,5 В (для Celeron з частотою 633-700 МГц напруга становила вже 1,65 В), пізніше були випущені процесори, які були засновані на новій ревізії ядра і використовували напруга 1,7 (степінг cC0, частоти 566-850 МГц) і 1,75 В (степінг cD0, частоти 566 (OEM, перемаркірований Celeron 850), 733-1100 МГц). На відміну від процесорів на степінгу cB0, оновлені процесори були більш стабільні і легше розганялися (див.: Оверклокінг).
Нові процесори, як і Pentium III, вироблялися для Socket 370 і використовували тип корпусу FC-PGA.

### Mobile Pentium III Celeron
Як і раніше, 14 лютого 2000 Intel представила мобільні версії процесорів Celeron, призначених для установки в недорогі мобільні ПК. У процесорах використовувалося ядро Coppermine-128, але системна шина працювала на частоті 100 МГц, а пізніше були випущені процесори і з FSB 133 МГц. Процесори серії Mobile Pentium III Celeron не підтримують енергозберігаючу технологію SpeedStep.
У серії Pentium III Celeron на ядрі Coppermine-128 також були випущені мобільні процесори із зниженою напругою, призначені для установки в недорогі портативні мобільні ПК. Були випущені моделі Mobile Pentium III Celeron 600 L і 500 L (21 травня 2001 р.). Процесори володіли зниженим напругою (1,35 проти 1,6 В у звичайної мобільної версії Celeron Coppermine-128). Максимальний TDP у версії 600 L становить 14,4 проти 20,0 Вт у звичайної мобільної версії Celeron 600.
Також були випущені процесори Mobile Pentium III Celeron з наднизьким споживанням. 21 травня і 30 січня 2001 стали доступні відповідно моделі Mobile Pentium III Celeron 600 U і 500 U. Вони відрізнялися ще більш низькою напругою живлення (1,1 В) і ще більш низьким значенням TDP (у моделі 600 U - 9,7 Вт). Процесори призначалися для установки в офісні і призначені для користувача мобільні ПК.
Процесори серії Mobile Pentium III Celeron на ядрі Coppermine-128 випускалися в 495-контактних корпусах типу mPGA2 або BGA2 і призначалися для установки відповідно в Socket 495 або припаювалися безпосередньо до материнської плати.

## Tualatin
Наступна серія процесорів Celeron була побудована на ядрі Tualatin. У новому Celeron Intel використовувала кеш L2 об'ємом 256 Кбайт і FSB частотою 100 МГц. Першим процесором в серії стала модель з частотою 1,2 ГГц, анонсована восени 2001 року, а пізніше, 3 січня 2002 року, стали доступні моделі з більш низькими частотами 1,0 і 1,1 ГГц. Для того, щоб відрізняти їх від аналогічних моделей на ядрі Coppermine-128, в кінці назви нових процесорів додавали букву «A». Процесори на ядрі Tualatin користувалися популярністю серед оверклокерів, оскільки мали вищі множники, ніж Pentium III, і збільшити частоту FSB до 133 МГц не становило труднощів, в результаті процесори значно випереджали Pentium III (побудованих на попередніх ядрах) і навіть Pentium 4.
Для ядра Tualatin, Intel випустила нову специфікацію VRM, внаслідок чого процесори на ядрі Tualatin виявилися не сумісними з материнськими платами для покоління Coppermine.
Всі не мобільні Tualatin випускалися у виконанні Socket 370 і це дозволило випустити (у порушення специфікацій Intel) адаптери для установки процесорів Tualatin в Slot 1.

## Willamette-128
15 травня 2002 Intel випускає новий процесор Celeron, побудований на архітектурі NetBurst і має ядро Willamette, аналогічне Pentium 4, за винятком урізаного до 128 Кбайт кешу L2. Крім того, що процесор мав усі недоліки звичайного ядра Willamette, урізаний кеш L2 додатково істотно зменшував його продуктивність. Проте реклама зіграла велику роль у популяризації цього процесора. У ній пропонувалося придбати комп'ютери з процесором Pentium 4 з маленькою літерою «c» на кінці (Pentium 4c), що означало, що мова йде саме про Celeron. Celeron на ядрі Willamette-128 був випущений всього в двох частотних модифікаціях - 1,7 і 1,8 ГГц. Незабаром після виходу Celeron на ядрі Northwood-128 ці процесори були витіснені з ринку.

## Northwood-128
Перші моделі Celeron на ядрі Northwood-128 були випущені 18 вересня 2002. Вони являли собою звичайне ядро Northwood з урізаним до 128 Кбайт кешем L2.

### Mobile Celeron
Перші процесори Mobile Celeron були випущені 24 червня 2002 року та засновані на ядрі Northwood-256. На відміну від настільних Celeron, ці процесори мали кеш L2, рівний 256 Кбайт. Процесори Celeron не підтримують технологію Hyper-Threading, що істотно знижує їх продуктивність у порівнянні з процесорами Pentium 4. Щоб зменшити TDP процесорів, було знижено напруга живлення (до 1,3 В) і робоча тактова частота. Були випущені моделі з частотами 1,4, 1,5, 1,6; 1,7; 1,8; 2,0; 2,2; 2,4; 2,5; 2,6 і 2,8 ГГц. Значення TDP у моделі з частотою 2,5 ГГц становить 35 Вт. Процесори серії Mobile Celeron не підтримують енергозберігаючу технологію SpeedStep .

## Prescott-256
Процесори Celeron, засновані на ядрі Prescott-256, здобули у назві букву «D» і іменувалися Celeron D, також у назві процесора стали використовувати ту ж систему нумерації, що і у Pentium 4, тільки процесори Celeron ставилися до серії 3xx. Як і колись, ядро для Celeron було повністю запозичено від Pentium 4, за винятком кешу L2, розмір якого становив вже 256 замість 128 Кбайт. У новому процесорі також збільшили і частоту FSB, тепер вона становила 533 МГц, що дозволяло домогтися істотного приросту продуктивності в порівнянні з попереднім поколінням Celeron.
Спочатку процесори випускалися для платформи Socket 478, потім були переведені на платформу LGA775. Всі процесори Celeron для LGA775 мають підтримку EDB, що відбилося в позначенні процесорів - до назви додалася літера «J». Пізніше в Celeron з'явилася підтримка EM64T, це також призвело до зміни в назві процесора, такі процесори були віднесені до серій 3x1 і 3x6.
В останніх числах грудня 2005 Intel анонсувала процесор Celeron D 355. Номер «355» зовсім не означає, що він призначений для Socket 478 - навпаки, він призначений для LGA775 і підтримує всі сучасні технології. Така зміна в системі позначень викликано тим, що для позначення процесорів Celeron D для LGA775 з підтримкою EDB і EM64T Intel використовувала ті ж номери, що і для процесорів для Socket 478. До них просто додавалася одиниця: наприклад, Celeron D 340 - процесор для Socket 478, а процесор Celeron 341 - для LGA775 з підтримкою EDB і EM64T. Але останній процесор для Socket 478 мав номер 350, а отже, можна відмовитися від такої системи і позначати процесори як і раніше, так з'явився Celeron 355 (в іншому випадку цей процесор міг би отримати позначення Celeron D 356).

## Cedar Mill
Процесори Celeron D на ядрі Cedar Mill були запущені у виробництво на початку другого кварталу 2006 року. Від ядра Cedar Mill, застосовуваного в Pentium 4, вони відрізняються урізаним кешем L2 - 512 Кбайт. Процесори мають номер на одиницю більший, ніж процесори Celeron D для LGA775 з підтримкою EDB і EM64T. У світ вийшли моделі Celeron D 352 (3,2 ГГц) і Celeron D 356 (3,33 ГГц). Серія проіснувала вкрай недовго, оскільки Intel до того моменту вже ухвалила рішення про відмову від архітектури NetBurst і перехід на архітектуру Core.

## Conroe-L
Одноядерні процесори Intel Celeron на ядрі Conroe-L (65 нм) почали випускатися з середини 2006 року. Поділяються на дві лінійки:
- Серія 400 (для десктопів): кеш L2 = 512Кб, частота FSB 800МГц, тактові частоти від 1,6 до 2 ГГц;
- Серія 500 (для ноутбуків): кеш L2 = 1Мб, частота FSB 533МГц, тактові частоти від 1,73 до 2 ГГц.

Процесори підтримують той же набір технологій, що і Core 2 Duo, засновані на ядрі Allendale.